# Szeląg (moneta)
Szeląg to:

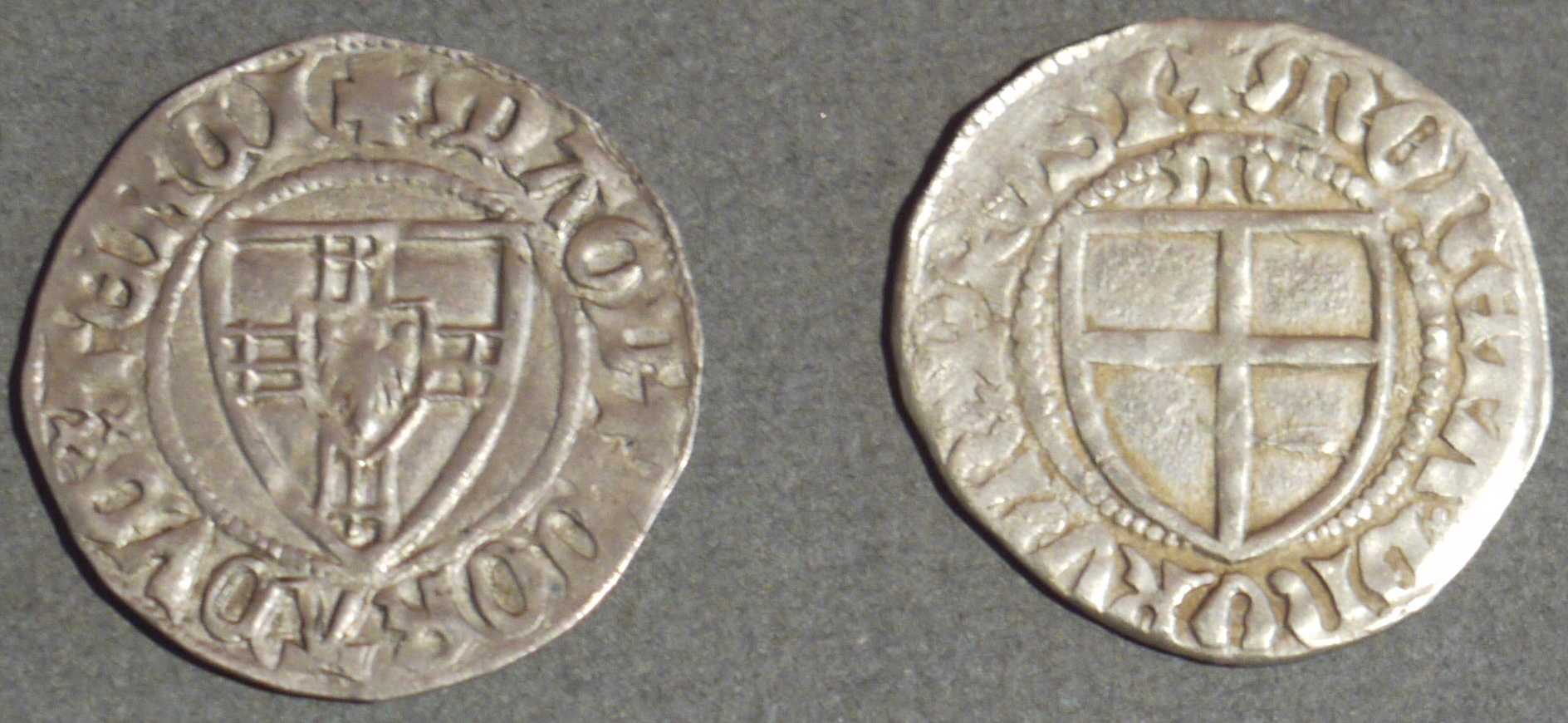
Szelągi krzyżackie z czasów Konrada von Jungingena

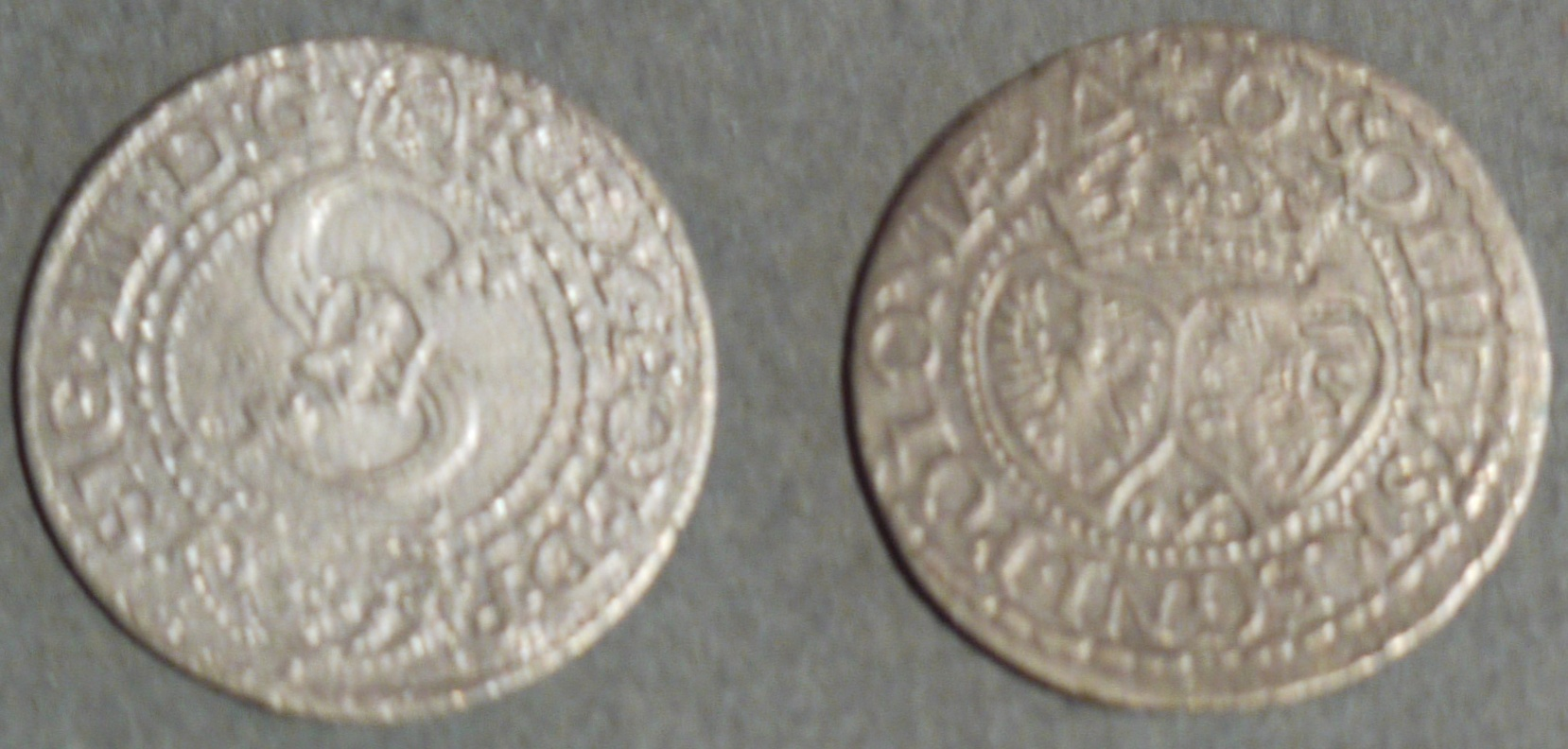
Szelągi polskie z czasów Zygmunta III Wazy (1592)

- dawna karolińska i germańska jednostka pieniężna – początkowo złota, następnie srebrna – (równa 12 denarom), zwana także solidem[1]; W tym znaczeniu określenie solid/szeląg stosowane było do XIV wieku; srebrne szelągi wartości 12 denarów bito min. w Anglii i krajach Europy Północnej[1].
- moneta srebrna (niem. Schilling) bita od roku 1372 w Nadrenii, od 1380 w państwie krzyżackim)[potrzebny przypis]. Stanowił równowartość jednej trzeciej grosza; szeląg w tym rozumieniu bity był też m.in. w mennicach pruskich i pomorskich[1].
- dawna moneta polska równa jednej trzeciej części grosza, bita za panowania Stefana Batorego, Zygmunta III Wazy, Władysława IV i Jana Kazimierza (boratynka)[2];
- również waluta w Austrii, jako ang. shilling w Kenii, Tanzanii, Somali, Ugandzie (do lutego 1971 roku jako 1/20 funta szterlinga w Wielkiej Brytanii).